# Albinegros de Orizaba
Albinegros de Orizaba war ein mexikanischer Fußballverein mit Sitz in der Stadt Orizaba im Bundesstaat Veracruz. Seine angeblichen Wurzeln reichen bis ins Jahr 1898 zurück, als von vorwiegend schottischen Technikern unter der Leitung von Duncan Macomish ein Verein namens Orizaba Athletic Club gegründet wurde, auf dessen Gründungsjahr sich die Albinegros in ihrem Logo beriefen.

## Geschichte

### Orizaba FC

Logo des Orizaba FC

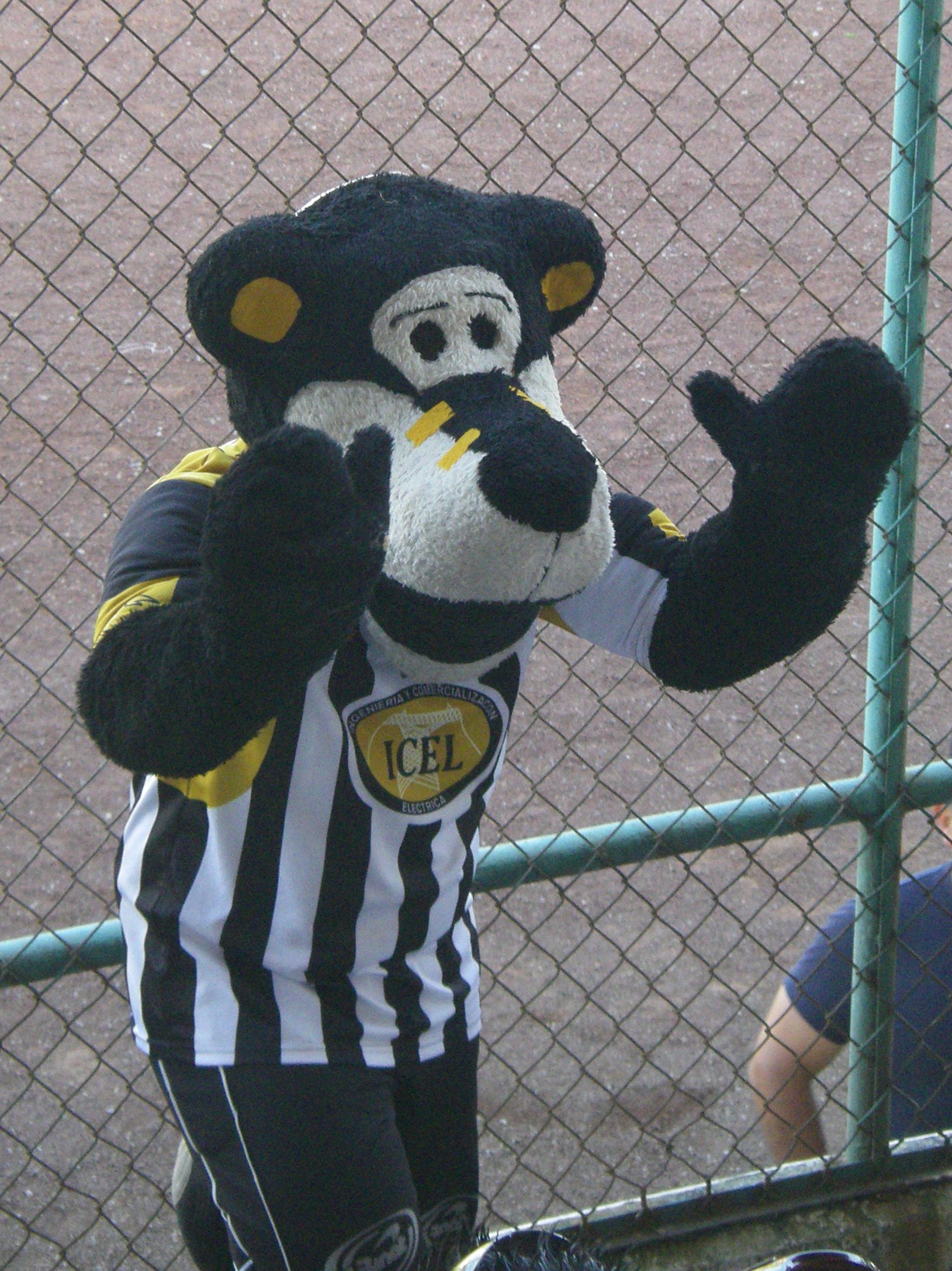
Das Maskottchen des Vereins

Nachdem es seit dem Rückzug von Moctezuma zum Ende der Saison 1953/54 aus der zweiten Liga keinen Profifußballverein mehr in Orizaba gab, war die Stadt, die sich gerne rühmt, Wiege des Fußballsports in Mexiko zu sein, entscheidend in ihrem Selbstwertgefühl getroffen.
Am 4. November 1958 wurde durch Mitglieder der in Orizaba ansässigen Kulturgesellschaft Unión Cívica Regional Orizabeña mit dem Orizaba Fútbol Club ein neuer Verein ins Leben gerufen, dessen Mannschaft mit ausschließlich aus der Region stammenden Spielern in der Saison 1959/60 ihr Debüt in der Segunda División gab.
Der Orizaba FC war von 1959/60 bis zum sportlichen Abstieg am Ende der Saison 1967/68 dauerhaft in der Segunda División vertreten und erreichte mit dem sechsten Rang in den Spielzeiten 1962/63 und 1966/67 seine besten Platzierungen. Der größte sportliche Erfolg in dieser Epoche war der Einzug in die Finalspiele um die Copa Presidente Gustavo Díaz Ordaz der Segunda División in der Saison 1964/65, die gegen Poza Rica (1:1 und 1:2) verloren wurden.
Nach dem Abstieg von 1968 zog der Verein seine Mannschaft zunächst aus dem Profifußball zurück und ließ sie ab der Saison 1970/71 in der seinerzeit drittklassigen Tercera División antreten. Am Ende der zweiten Saison 1971/72 gelang dem Verein die Meisterschaft und die damit verbundene Rückkehr in die zweite Liga, der jedoch am Ende der Saison 1972/73 der unmittelbare Abstieg folgte. Nach einer weiteren Spielzeit (1973/74) in der dritten Liga wurde die Mannschaft erneut aus der Liga zurückgezogen und kehrte erst zur Saison 1980/81 zurück. Als für die Saison 1982/83 die neu kreierte Segunda División 'B' den Rang einer drittklassigen Liga erhielt, wurden die 16 besten bzw. finanzkräftigsten Vereine der Tercera División in diese aufgenommen und der Orizaba FC gehörte dazu.
4 Jahre später stieg der Vizemeister Orizaba FC gemeinsam mit dem Meister Club Deportivo Tapatío erneut in die zweite Liga auf, wo der Verein noch einmal in den 3 Spielzeiten zwischen 1986/87 und 1988/89 vertreten war. Nachdem der Orizaba FC seine Zweitligalizenz 1989 an den Club Inter de Tijuana veräußert hatte, wirkte er von 1990 bis zu deren Auflösung am Ende der Saison 1993/94 erneut in der Segunda División 'B' mit.
Bekannte Trainer des Orizaba FC waren der gebürtige Orizabeño Samuel Cuburu und der ehemalige costa-ricanische Torwart Evaristo Murillo. Der bekannteste Spieler des Vereins war José Luis Aussín Suárez, der 1964 zur Olympiaauswahl seines Landes gehörte und dem 1965 der Sprung in die A-Nationalmannschaft gelang. Er gehörte ebenso zur Meistermannschaft der Saison 1971/72 wie der Torhüter Jorge Cruz Teista, der drei Jahre später mit Deportivo Toluca die mexikanische Fußballmeisterschaft gewann. Diese mehrheitlich von aus Orizaba und Umgebung stammenden Spielern gebildete Meistermannschaft hat ihren festen Platz in der Geschichte des Fußballs der Stadt; denn sie ist die bisher einzige Mannschaft in der Geschichte der drittklassigen mexikanischen Profiliga, die während einer gesamten Spielzeit unbesiegt blieb. Dies gelang in Mexiko außerdem nur noch dem CF Madero in der Zweitliga-Saison 1964/65.

### Albinegros de Orizaba

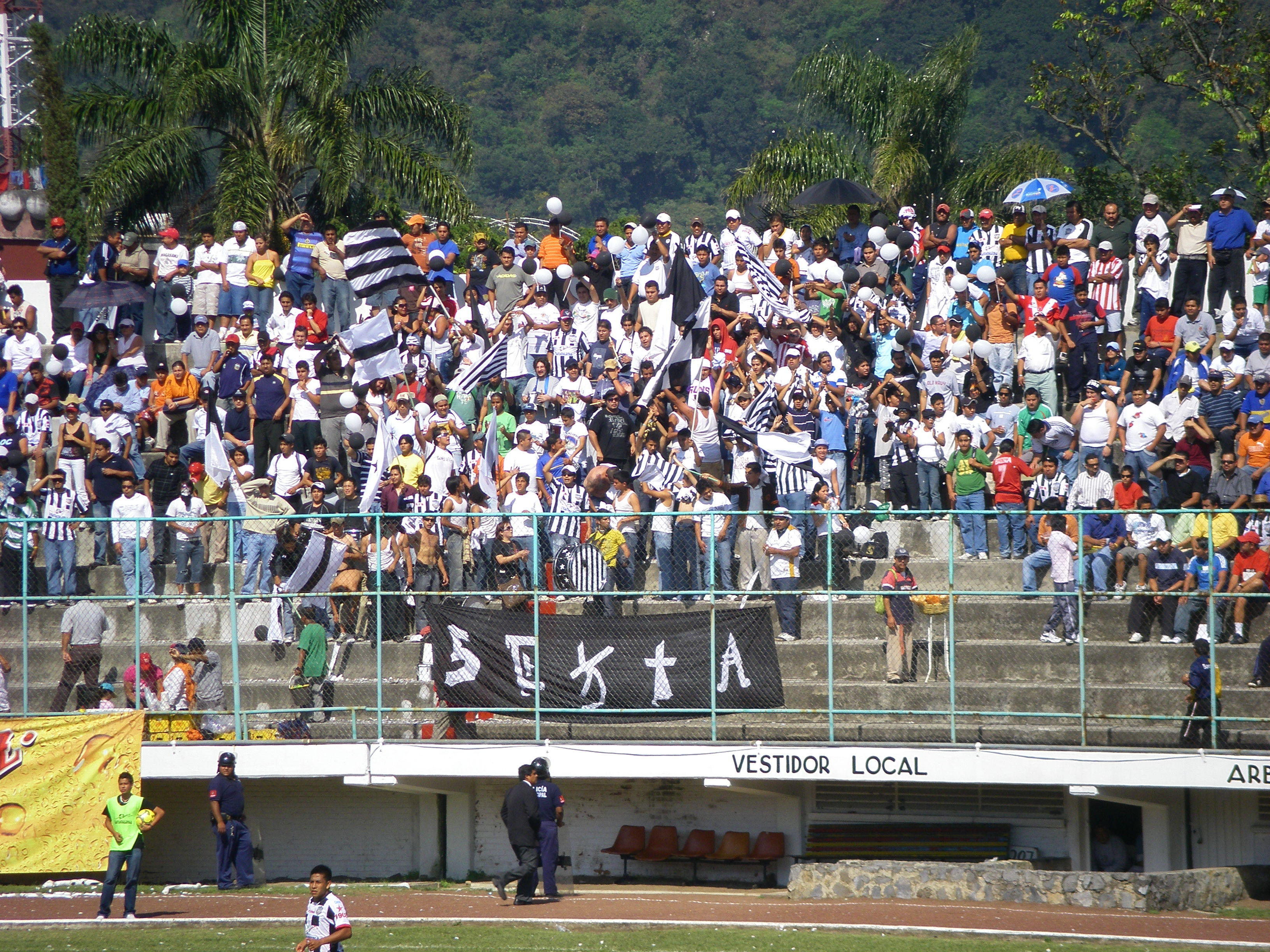
Fankurve der Albinegros

Die in schwarz-weißen Trikots spielende Mannschaft hatte sich längst den Spitznamen Albinegros (deutsch Die Weiß-Schwarzen) erworben und wurde um die Jahrhundertwende entsprechend umbenannt. Seither spielte die Mannschaft, die noch 2 kurzfristige Gastspiele in der zweiten Liga absolvierte, unter der Bezeichnung Albinegros de Orizaba: zunächst für je eine Halbsaison (Apertura 2002 und Clausura 2009) in der Primera División 'A' und anschließend in der neu kreierten Liga de Ascenso, der die Albinegros in den ersten beiden Spielzeiten (2009/10 und 2010/11) angehörten. In dieser letzten Epoche ihrer Zweitligazugehörigkeit wurden die Albinegros vom ehemaligen Nationalspieler und zweifachen WM-Teilnehmer Cristóbal Ortega trainiert. Seither war die Mannschaft nur noch in der mittlerweile drittklassigen Segunda División vertreten und wurde 2019 aufgrund erheblicher finanzieller Probleme aus der Liga ausgeschlossen.
Um die Stadt wieder im Profifußball zu vertreten, wurde mit dem Montañeses FC ein neuer Verein gegründet, der durch den Erwerb des Franchise des Meisters der Tercera División 2020/21, Fuertes de Fortín FC, dessen Aufstiegsrecht in die Liga Premier sowie dessen blaue Trikots übernahm.